# Dewoitine D.500

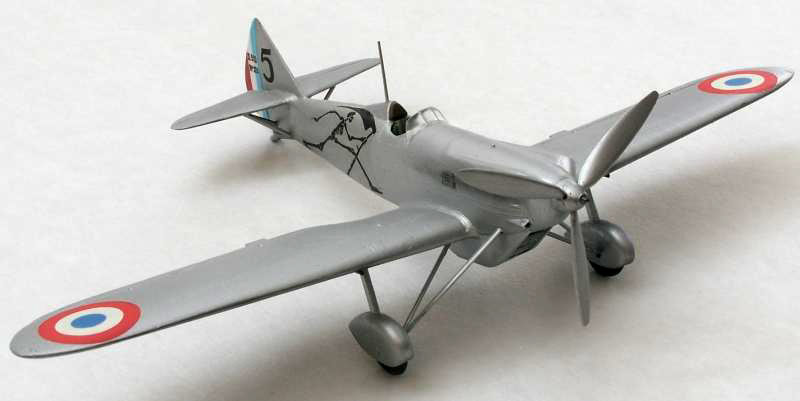
Dewoitine D.510 (Modell)

Die Dewoitine D.500 war eine Serie von einmotorigen französischen Jagdflugzeugen der 1930er Jahre. Das letzte und leistungsstärkste Modell dieser Reihe von Ganzmetall-Tiefdeckern mit offener Pilotenkanzel war die D.510 von 1936.

## Geschichte
Die D.500-Serie wurde von Émile Dewoitine ab 1930 entwickelt. Sie sollte der Nachfolger für die Nieuport 62 werden. Der erste Prototyp flog am 18. Juni 1932 und war Frankreichs erster Jäger in Eindeckerbauweise. Die erste Bestellung über eine Serie von 57 D.501 erfolgte am 23. November 1933. Die D.501 und D.510 besaßen eine feste vordere 20-mm-Kanone, die durch den Propeller feuern konnte, sowie zwei 7,5-mm-Maschinengewehre unter den Tragflächen. Das Flugzeug besaß eine Sauerstoffzufuhr für den Piloten und Kurzwellenfunk. Die Fertigung der einzelnen Baureihen erfolgte neben Dewoitine noch bei Lioré & Olivier, Loire und nach der Verstaatlichung der französischen Luftfahrtindustrie beim Staatskonzern SNCASE.

## Einsatzgeschichte
Die D.501 wurde ab Juli 1935 in Dienst gestellt und die D.510 ab September 1936. Für ihre Zeit waren sie sehr manövrierfähig und gut bewaffnet. Die Mitte der 1930er-Jahre verwendeten Jäger hatten meist zwei bis vier Maschinengewehre. Sie wurden die wichtigsten Jäger der französischen Luftwaffe, bis sie 1939 durch die Morane-Saulnier M.S.406 ersetzt wurde. Zu Beginn des Zweiten Weltkrieges waren die D.500/501 regionalen Verteidigungseinheiten zugeteilt. Sechzig D.510 waren in drei Einheiten der französischen Luftwaffe gruppiert. Im Winter 1939/40 wurden nur zwei defensive Patrouillenflüge durch polnische Piloten durchgeführt. Im Juni 1940 waren noch 40 Maschinen in Zentralfrankreich im Einsatz.

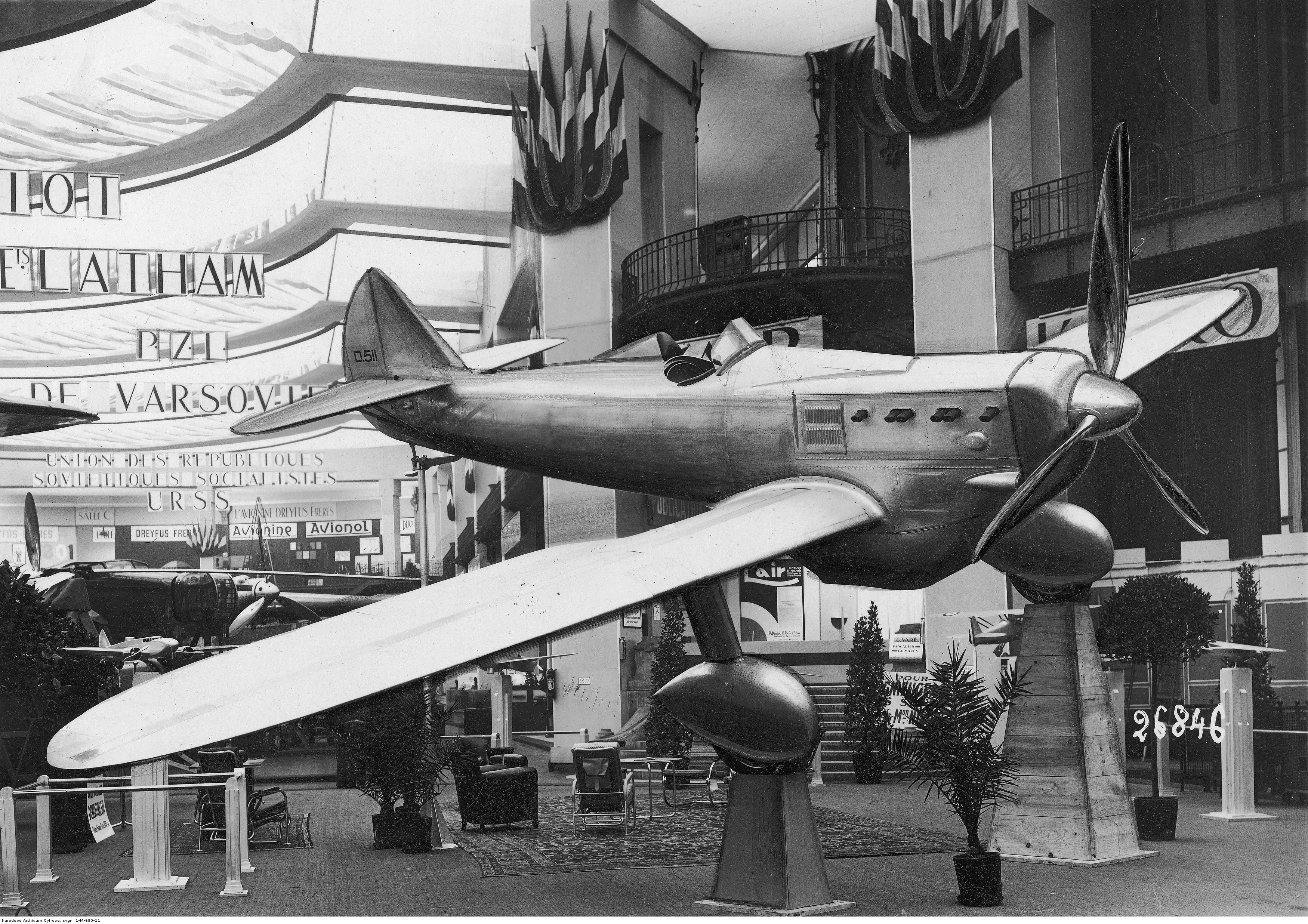
D.511 auf dem Pariser Aerosalon

In Marokko wurde im November 1939 eine Escadrille von D.510 (ERC 571) aktiviert. Im Mai 1940 wurden die Verbände mit der ERC 573 zur Einheit GC III/4 vereinigt. Diese Gruppe wurde Ende August 1940 aufgelöst. In Dakar bildete sich dann die Einheit GC I/6, bis die Maschinen Ende 1941 durch Curtiss 75 ersetzt wurden.
Sieben D.500 wurden nach Lettland verkauft. Zwei Maschinen waren für das Emirat von Hedschas vorgesehen, gingen dann aber an die republikanischen Truppen im Spanischen Bürgerkrieg zur 71st Costal Defense Group. Sie waren allerdings in keine Kampfhandlungen verwickelt. Die erste Maschine wurde bei einer missglückten Landung irreparabel beschädigt; die zweite Maschine durch einen Bombenangriff auf das Flugfeld zerstört.
1938 griffen chinesische D.510 japanische Verbände an.

## Varianten

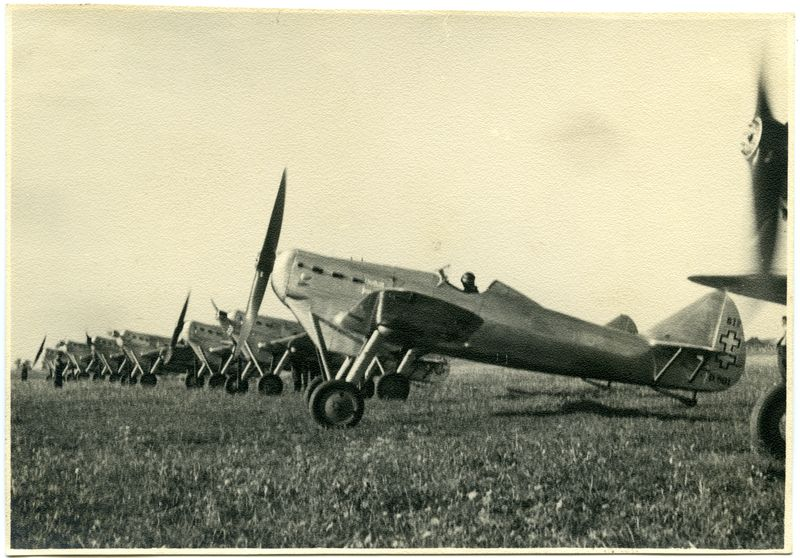
Litauische D.501L, ca. 1938-1940

- Litauische D.501L, ca. 1938-1940D.500 – erstes Produktionsmodell, Hispano-Suiza 12Xbrs mit 660 PS (492 kW) und 7,5-mm-Darne-MGs (101 gebaut)
- D.501 – Hispano-Suiza 12Xcrs mit 690 PS (515 kW) und 20-mm-Kanone (157 gebaut)
- D.503 – Hispano-Suiza 12Xcrs (Umbau D.500)
- D.510 – Hispano-Suiza 12Ycrs mit 860 PS (641 kW) und 7,5-mm-MGs MAC 1934 (120 gebaut)
- D.511 – kleinere Flügelspannweite und neues Fahrgestell (Umbau D.500)

## Technische Daten

Dreiseitenriss D.500

Dreiseitenriss D.510

| Kenngröße             | Daten (D.500) | Daten (D.510) |
| --------------------- | --- | --- |
| Besatzung             | 1 | 1 |
| Länge                 | 7,74 m | 7,94 m |
| Spannweite            | 12,1 m | 12,09 m |
| Höhe                  | | 2,4 m |
| Flügelfläche          | 16,5 m² | 16,5 m² |
| Flügelstreckung       | 9,4 | 9,4 |
| Flächenbelastung      | 102,9 kg/m² | 116,4 kg/m² |
| Leistungsbelastung    | 3,4 kg/PS | 2,24 kg/PS |
| Flächenleistung       | 30,3 PS/m² | 52,1 PS/m² |
| Rüstmasse             | 1.256 kg | 1.429 kg |
| Startmasse            | 1.699 kg | 1.921 kg |
| Antrieb               | 1 × Hispano-SuizaXbrs, 690 PS (507 kW)                                                                                    | 1 × Hispano-Suiza 12Ycrs, 860 PS (633 kW)                                                                                |
| Kraftstoffvorrat      | 145 l | 145 l |
| Höchstgeschwindigkeit | 318 km/h in Bodennähe 338 km/h in 2.000 m Höhe 361 km/h in 4.000 m Höhe 371 km/h in 5.000 m Höhe 330 km/h in 8.000 m Höhe | 330 km/h in Bodennähe 354,5 in 2.000 m Höhe 386,5 km/h in 4.000 m Höhe 402 km/h in 5.000 m Höhe 389 km/h in 7.000 m Höhe |
| Steigzeit             | 2,8 min auf 2.000 m Höhe 6,6 min auf 5.000 m Höhe 13,4 min auf 8.000 m Höhe                                               | 4,7 min auf 4.000 m Höhe 7,4 min auf 6.000 m Höhe 11,6 min auf 8.000 m Höhe                                              |
| Dienstgipfelhöhe      | 10.400 m | 11.000 m |
| Reichweite            | 900 km | 860 km |
| Bewaffnung            | 2 × 7,5-mm-MG Darne | 1 × 20-mm-Kanone Hispano-Suiza HS9, 2 × 7,5-mm-MG Darne oder später MAC 1934                                             |

## Einsatzländer
- Frankreich
- China
- Litauen
- Spanien
- Venezuela